# قائمة أعمال ابن رشد

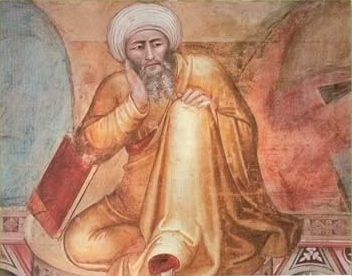
كان ابن رشد الفيلسوف أحد البارزين في تاريخ الأندلس.

وفقا للتسلسل الزمني لمؤلفات ابن رشد بواسطة جوزيف كيني (بالإنجليزية: Joseph Kenny) فإن أول كتابات ابن رشد تعود إلى عام 1157 عندما كان عمره 31.
وفيما يلي قائمة ببليوجرافيا لأعمال ابن رشد:

## الفترة الأولى (المختصر والجوامع)
- إن مكتوبة ابن رشد الأولى هي من عمره الثلاثين، وهي أعمال المدرّس يبسط مادة كاتبين آخرين لمنفعة طلابه.
- وميزة كل الأعمال من هذه الفترة هي أنها معتمدة على فكر آخرين. فإن أرسطو المعلم الأول، ولكن كان يُقرأ بتفسير الفارابي في المنطق وبطليموس والإسكندر الأفروديسي وابن باجة في علم الطبيعة، الفارابي وابن سينا في علم ما بعد الطبيعة بطراز فيضاني، وجالينوس في الطب. فلذلك نستطيع أن نضع في هذه الفبرة أعماله اللامأرخة التي تعكس فكر هؤلاء الفلاسفة.
- وغرض الكُتيبات الأولى هو تقديم المبادئ الأساسية في العلوم الضرورية التي لا غنى للكمال الإنساني عنها — بحسب فكر الفارابي أن الإنسان سيكون سعيداً وخالداً إن يعرف مبادئ العلوم الإنسانية كلها. وفي هذه الأعمال يشير ابن رشد إلى الفوضى السياسي آنذك، عندما كان مستحيلاً أن يكتب أكثر من القليل الجوهري.
- والكتيبات من نوعين: المختصر والجوامع. فالمختصر، ولو كان ملهم من كتاب سابق، لا يحاول أن يشرحه أو يتبع نظمه وتفاصيله. وبالفعل مختصرات ابن رشد في المنطق هي موجزات الفارابي أكثر من أن تكون بيانات كتب أرسطو. أما الجوامع فإنها تتبع النص: «نعمد إلى كتب أرسطو... نلخّص ما فيها من الأقاويل العلمية، بعد أن نحذف منها الأقاويل الجدلية» (جوامع السماع الطبيعي). وإنما الجوامع تفاسير أرسطو في الحقيقة.

### المختصر في المنطق
هذا المختصر، كما يقول جمال الدين العلوي، يمكن اعتباره باكورة أعمال ابن رشد على الإطلاق. أما تأريخه معروف من إحالة ابن رشد إليه في مقدمة جوامع السماع الطبيعي المأرخ في 1159 (554 هـ). وهذا المختصر يعتمد على كتب الفارابي، وهي تعتمد على الأورغانون (باليونانية: Οργανον) لأرسطو مع بعض الزيادة. ولا علامة أن ابن رشد راجع هذا المختصر في مرحلة متأخرة، برغم أن كتبه المتأخرة قد تقدمت كثيراً في العلم المنطقي. ويسأل العلوي هل يمكن القول بأن عدم مراجعة هذا المختصر علامة إلغائه أو إهماله (ص 156). ويحتوي هذا المختصر الأجزاء التالية:
| #  | المختصر        | باليونانية         | ملاحظات                                                                                       |
| -- | -------------- | ------------------ | --------------------------------------------------------------------------------------------- |
| 1  | مختصر إيساغوجي | Εισαγωγή           | وكان هذا مقدمة عامة للمنطق، لفورفوريوس.                                                       |
| 2  | مختصر المقولات | Καγηγορίαι         | ويدل هذا إلى المقولات العشر لأرسطو                                                            |
| 3  | مختصر العبارة  | Περι ερμενείας     | لأرسطو في القضايا وكليتها وبعضيتها والتقابل والعكس                                            |
| 4  | مختصر القياس   | Αναλυτικα πρότερα  | لأرسطو في أشكال القياس وشروطها.                                                               |
| 5  | مختصر التحليل  | Αναλυτικα πρότερα  | في كتاب الفارابي يخلط جزءاً من ال Αναλυτικα πρότεραلأرسطو، كتاب الثاني، ومقتطعات ال Τόπικα له. |
| 6  | مختصر البرهان  | Αναλυτικα ύστερα   | لأرسطو في أساليب البرهان.                                                                     |
| 7  | مختصر السفسطة  | Σοφιστικοι ελεγχοι | لأرسطو في أغلاط الجدل                                                                         |
| 8  | مختصر الجدل    | Τόπικα             | لأرسطو في الجدل                                                                               |
| 9  | مختصر الخطابة  | Τέχνη ρητόρικα     | لأرسطو في الخطابة الجاذب الظن                                                                 |
| 10 | مختصر الشعر    | Ποιητκα            | لأرسطو في الشعر، وخاصة المسرحية                                                               |

- مختصر المستصفى (الضروري في أصول الفقه): وتأريخ هذا الكتاب في الفقه هو في إتمامه. ويحيل إليه الكتاب المتأخر، بداية المجتهد ونهاية المقتصد. وعنوانه مشتقّ من المستصفى من علم الأصول للغزالي. ومثله يحاول أن يوجز مبادئ الفقه الأصلية التي يجب على كل فرد أن يعرفها. أما هذا الكتاب فهو الأول الذي يعارض فيه مواقف الكتاب الذي يشرحه. فأولاً يعارض ابن رشد الغزالي لاستعماله المنطق ليوافق الفقه على آراء المتكلمين. وثانياً يحاول ابن رشد أن يسعد فوق اختلافات المذاهب الأربعة، يوحّدها ويمحو الزيادات اللافائدة. وثالثاً يحاول ابن رشد أن يبني الفقه بصيغة علمية، يُنظر كيفية تفسير الوحي واستعماله كمبادئ نتائج فقهية.
- الجوامع الطبيعية: ويقول ابن رشد في بداية هذه جمع الجومع في العلم الطبيعي:

| # | الجوامع              | باليونانية               | ملاحظات                                                                                        |
| - | -------------------- | ------------------------ | ---------------------------------------------------------------------------------------------- |
| 1 | جوامع السماع الطبيعي | Φυσική ακρόασις          | لأرسطو، في مبادئ العامة للعلم الطبيعي                                                          |
| 2 | جوامع السماء والعالم | Περι ουρανου             | لأرسطو، في مبنى العالم مع الأرض في الوسط.                                                      |
| 3 | جوامع الكون والفساد  | Περι γενέσεως και φθορας | لأرسطو في الكيمياء                                                                             |
| 4 | جوامع الآثار العلوية | Μετεωρολογικά            | لأرسطو، في علل الطقس والجو والمطر والزلازل وغير ذلك ما يحدث في الأرض من تأثير الحركات السماوية |

- المختصر في النفس: يقول ابن رشد في البداية:

أما الأهواني و Salvador Gomez Nogalez، في إصداريهما، فيسمياه «تلخيص» بغلطة. فاسم هذا، كما سنرى، محظور للأعمال بكبر وسيط. وفي نهاية القول في الذوق ابن رشد يسميه مختصراً. ويلاحظ العلوي أن صيغته تشابه المختصر أكثر من الجوامع. ولكن يتبع ابن رشد ترتيب الكتاب الثاني والثالث من (Περι ψυχη̃ς) لأرسطو، وفي هذا يشابه جوامع أو شرحاً، ويتبع هذا الترتيب أكثر من جوامع ما بعد الطبيعة.
ولا تأريخاً مكتوباً في هذا العمل، ولكن صيغته كمختصر أو جوامع تدل على أنه من الفترة الأولى لمؤلفات ابن رشد. أما وضعه في هذه الفترة فإنه معقول أيضاً من وضع كتاب (Περι ψυχη̃ς)، الذي يتبع سائر الكتب في العلم الطبيعي.
- جوامع ما بعد الطبيعة: يقول ابن رشد في بداية هذا الكتاب:

وهذا يدل أنه في صنف الجوامع، ولو وضع صاحب النشر المصرية عنوان «تلخيص»، كلمة غير موجودة في المخطوطات. أما هذا العمل فليس بمذكور في الفهارس الأولى لمؤلفات ابن رشد.
- كتاب الكليات: تاريخ هذا الكتاب في الطب مؤشر عند مناقشة في التوليد، حيث يحيل إلى كتاب الحيوان لأرسطو ويقول: «لم يتهيأ لنا فراغ لتلخيص تلك المقالات.» أما تلخيص الحيوان تمّ في 1169 (565 هـ). وقد راجع ابن رشد هذا الكتاب عدة المرات، لأنه في نسخة غرناطة يصادق بعض آراء جالينوس، بينما في نسخة مدريد ينتقده ويصححه في تلك المواضع نفسها. وفي نسخة لينينغراد تغييرات أكثر. أما التراجم اللاتينية والعبرية فتنقل صياغة متأخرة. ويقترب هذا الكتاب بكتابه الآخر في الطب، بداية المجتهد. ويحاول فيه أن يثبت مبادئ الطب العلمية ويجتنب صياغة كتب أخرى التي تمتلأ بملاحظات ونصحة تطبيقية ولكن ليس لها نظام أو ارتباط بمبادئ طبيعية.

## الفترة الثانية (التلخيص)
تبتدئ هذه الفترة بعد إثبات شهرة ابن رشد كمعلم وطبيب وفقيه، عندما قدمه ابن طفيل إلى الخليفة أبي يعقوب يوسف. ولما سأله الخليفة ما رأي الفلاسفة في السماء، أقديمة أم حادثة، أدركه الحياء والخوف، حتى إذا كان الخليفة يتكلم على المسألة مع ابن طفيل، فاطمأن فيلسوفنا وتكلم. فعرّف ما عنده من ذلك، فلما انصرف أمر له بمال وخلعة سنية ومركب، يُقبله على تفسير آثار أرسطو. فاشتغل ابن رشد في هذا العمل.
- بداية المجتهد ونهاية المقتصد: وتاريخ هذا العمل في الفقه يوجد في خاتمة كتاب الحج:

والغالب على الظن أن ابن رشد لم يفصل كتابة تلاخيص أرسطو ليكتب شيئاً عن الفقه. فلعله كان قبلها. وربما أجل ابن رشد كتاب الحج لأن الظروف السياسية في ذلك الوقت منعت الحج.
- تلخيص كتاب إيساغوجي: وتاريخ التلخيص (Εισαγωγή) هذا مستنتج من أنه الأول في السلسلة المنطقية. ويجدر الذكر أن ابن رشد يختلف عن فورفيريوس في عدة مسائل.
- تلخيص المقولات: وتاريخ التلخيص (Κατηγορίαι) هذا مستنتج من وضعه في سلسلة الكتب المنطقية ومن تأريخ تلخيص كتاب الجدل الذي يرجع إلى سنة 563. ولا صياغات مختلفة في هذا العمل، فابن رشد لم يراجعه ولم يكتب مقالات ليصلحه كما فعل في مبحث القياس أو البرهان. وينفرد هذا التلخيص عن الأخرى في قسمة الكتاب إلى أجزاء والأجزاء إلى فصول أو أقسام، وكذلك في ندرة استعمال كلمة «قال»، التي تميز سائر التلاخيص.
- تلخيص العبارة: تاريخ التلخيص هذا (Περι ερμενείας) مستنبط من وضعه في ال (Οργανον) إذا افترضنا أن ابن رشد تبع هذا الترتيب. ولا علامة مراجعة هذا العمل، وفي هذا الموضوع ليست إلا مقالتان متأخرتان: في الكلمة والاسم المشتق وفي المحمولات المفردة والمركبة. ومثل العمل السابق، لا يتابع هذا التلخيص أجزاء عمل أرسطو، ولكن ينقسم إلى خمس فصول. وكذلك لا يستعمل كلمة «قال» إلا خمس مرات.
- تلخيص القياس: وتاريخ هذا التلخيص (Αναλυτικα πρότερα) معروف من وضعه قبل الجدل، ومن مراجعته والمقالات فيه التي كان ابن رشد يكتب من سنة 567. فإن الصياغة المراجعة تحيل إلى بعض هذه المقالات. وأكثر المراجعة نقد تأويلات الأسكندر والفارابي التي استقبل في الصياغة الأولى.
- تلخيص الجدل: تأريخ هذا التلخيص:

والغالب عل الظن أنه أكمل التلخيص في السنة نفسها. وليست لنا إلا صياغة واحدة لهذا التلخيص ولا أثر يدل إلى مراجعة.
- تلخيص البرهان: وتأريخ هذا التلخيص في ال (Αναλυτικα ύστερα) معروف من قول ابن رشد في تفضيله الترتيب التقليدي للكتب في المنطق وأغلب الظن أنه أكمل تلاخيص ال Οργανον قبل أن يذهب إلى مؤلفات أخرى.
- تلخيص كتاب الحيوانات:
  - مقتطفة من كون الحيوان: هذا التلخيص في (Περι ζώων γενέσεως) فقط في العربية، ولكنه ترجمت إلى العبرية واللاتينية. وكتبه ابن رشد في اشبيلية حيث نُصب قاضياً بعد مغادرته قرطبة. والتأريخ يوجد في العبرية.
  - مقتطفة من أعضاء الحيوان: يمكننا أن نجمع هذا التلخيص لجزء من (Περι ζώων μοίρων) مع المصنف السابق، لأن ابن رشد يعتبره في الخاتمة عدم ارتضائه به مثل السابق.
- مختصر المجسطي: ما يحتاج إليه من كتاب أوقليدس في المجسطي، وهو ال (Μεγάλη σύνταξις της αστρονομίας) لبطليموس، المنسوب خطأ لأوقليدس. واسم «المجسطي» مقتصر الكلمتين الأولتين في العنوان اليوناني. ولو لم يذكر ابن رشد تأريخ تصنيفه، يمكننا أن نجمعه مع السابقين بسبب الاشتكاء الجاد الذي ينطق به من الظروف الصارفة عن كتابته.
- جوامع الحس والمحسوس: في هذا التلخيص ل (Περι αισθήσεως και αισθητων) يقول ابن رشد:

وفي الترتيب التقليدي هذا الكتاب يتبع ال (Περι ψυχης) في سلسلة المكتوبات في أحوال النفس. أما الشيء الغريب فهو كتابة جوامع بعد ابتداء سلسلة التلاخيص. وله مقالات ثلاث:
1. القوى الجزئية التي في الحواس والمحسوسات.
2. الذكر والفكر والنوم واليقظة والرؤيا.
3. طول العمر وقصره.

ويزعم العلوي أن هذا جوامع ليست بتلخيص، برغم ما يقول المخطوط وطبعاته كثيرة. فبناءه بناء الجوامع، كما يقول في آخر المقالة الأولى:
وفي آخر المقالة الثانية يقول:
- تلخيص السماع الطبيعي: يُعرف أيضاً بتقسيم السماع الطبيعي، وقد فقد الأصل العربي لهذا التلخيص لل (Φυσική ακρόασις)، ولكن نجت ترجمة كاملة عربية وترجمة لاتينية للكتب الثلات الأولى.
- تلخيص السماء والعالم: تأريخ هذا التلخيص ل (Περι ουρανου) في الترجمة العبرية. ويناسب هذا التأريخ الوضع بين تلخيص السماع الطبيعي المأرخ وتلخيص الكون والفساد المأرخ أيضاً. أما صياغته الحالي قد تكون مراجعة، لأنه يحيل إلى شرح السماء والعالم المأخر.
- تلخيص الكون والفساد: وبين نسخها الثلاث خلاف مثل بعض الإضافات، تدل على مراجعة كثيرة متأخرة. وفي شرح السماء والعالم يقول ابن رشد:

ولكن لم يلتق الفرصة لينجز هذا المشروع.
- تلخيص الآثار العلوية: وهذا في ال (Μετεωρολογικά)، الجزء الرابع من أجزاء العلم الطبيعي. وفي تلخيص السماء والعالم إحالة إلى «كتاب الآثار»، ولعله يعني الجوامع، أما إذا كان يحيل إلى التلخيص، فهذا يدل إلى مراجعة متأخرة لتلخيص السماء والعالم.
- تلخيص كتاب النفس: وهذا أول تفسير ابن رشد في ال (Περι ψυχης) يختتم تلاخيصه في العلم الطبيعي. وتأريخه مؤشر في إحالة إليه في شرح كتاب النفس، برغم أنه في صياغته المراجعة يحيل إلى الشرح. وبالفعل هذا العمل المراجع، مع ذيل مختصر كتاب النفس، يمثل فكر ابن رشد الأكثر ناضجا في المسائل المعقدة في العقل.
- تلخيص مابعد الطبيعة: والنسخة اللاتينية غير موجود وغير مذكور في قائمات مؤلفات ابن رشد، تمتد من الكتاب الأول إلى نصف الكتاب السابع. ويجوز أن نأخذه كخاتم سلسلة تلخيصه العلمية.
- تلخيص السفسطة: لعل هذا التلخيص لل (Σοφιστικοι έγεγχοι) مأجل بسبب غموض النص وعواصة عبارته التي يشكو منها بن رشد، وينسبه إما لأرسطو نفسه وإما لقلة تفاسيره. وكان يعد القارئ بالعودة إلى النظر في الكتاب، ولكن لم يفعل.
- تلخيص كتاب الخطابة: ونسختا هذا التلخيص في ال (Τέχνη ρητορική) ذيل بتاريخين مختلفين، ونسخة ليدن تقول:

ونسخة فلورنسة تقول:
- تلخيص الشعر: وهذا تلخيص لل (Ποιτικα) آخر سلسلة التخاليص في المنطق. وتأريخه مستنبط من ترجيح أنه تابع الخطابة بقليل. وفي نسختيه لا علامة المراجعة.
- تلخيص كتاب الأخلاق: وهذا التلخيص لل (Τα εθικα Νικομαχεια) قد نجا في ملتقطات عربية وفي بعض فقرات باللغة العبرية وفي ترجمة كاملة في اللغة اللاتينية.
- تلخيص سياسة أفلاطون (كتاب الجمهورية): الأرجح أن هذا التلخيص ل (Πολιτεια) لأفلاطون قد تبع العمل السابق. ولا يحيل إلى أي من مكتوبات ابن رشد أخرى، ولكن يتوقف فصل المقال في ما لا يجب أن يقال للجماهير ويجب أن ينحصر لنقاش الخبراء.

## المقالات المبكرة
- مقالة في المحمولات المفردة والمركبة ونقد مذهب ابن سينا: هذه من المقالات المراجعة لتلخيص العبارة. وتناقش شروط الصدق في القضايا المركبة، مثل «فلان إنسان شاعر».
- مقالة في جهات النتائج في المقاييس المركرة وفي معنى المعول على الكل: هذه المقالة المأرخة تبين نقطة كتبها في تلخيص القياس. ومقالات أخرى في ال (Ανλυτικα πρότερα).
- مقالة في المقدمة الوجودية أو المطلقة: هذه المقالة تراجع نقطة موجودة في تلخيص القياس، تحيل إليه صراحاً. ولكن نسخة مراجعة للتلخيص يحيل إلى هذه المقالة.
- مقالة في نقد مذهب تامسطيوس في المقاييس الممكنة: وهذه المقالة تؤكد نقد تامسطيوس الموجود في تلخيص القياس، وتزيد إلى التلخيص نقد الفارابي في نقطة أخرى. وتسبق مراجعة التلخيص.
- مقالة في القياس الشرطي ونقد مذهب ابن سينا: هذه مراجعة نقطة في تلخيص كتاب القياس، يختلف ابن رشد عن أرسطو والفارابي وابن سينا بقوله أن يكون القياس الشرطي داخلاً في حد القياس العام. وتأريخها بين تأريخ التلخيص ومراجعته، فإنها تحيل إليه والتلخيص المراجعة يحيل إليها.
- مقالة في نقد مذهب ابن سينا في عكس القضايا: في هذه المقالة ينقد ابن سينا في نقطتين، يستأنف ما قال في نقد تامسطيوس في المقاييس الممكنة. ولا إحالة فيها إلى تلخيص كتاب القياس، كما لا إحالة إليها في التلخيص.
- تعليق على قول لأبي نصر في كتاب البرهان: وعلى الرغم أن هذا التعليق يهم ال (Αναλυτικα ύστερα)، لا يظهر كزيادة لمختصر البرهان أو تلخيصه، ولكن هو مكتوب منفرد يدافع عن الفارابي. وهذا انتصار الفارابي خاص لفترة التلاخيص وقبلها. وكما يقول العلوي، الأرجح أنه كُتب في أواسط فترة التلاخيص المنطقية والطبيعية.
- مقالة في الكلمة والاسم المشتق ونقد مذهب أبي نصر: هذا الاستدراك لتلخيص العبارة ينتمي إلى آخر فترة التلاخيص، عندما اتخذ موقف نقدي من الفارابي.
- مقالة في الحد ونقد مذهبي الأسكندر وأبي نصر: مثل المقالات التالية، هذه الملاحظة في ال (Περι ερμενείας) التي تصلح تلخيص المعقولات تظهر استقلال ابن رشد النامي عن فكر الفارابي واسكندر الأفروديسي.
- مقالة في كليات الجوهر وكليات الأعراض: هذه الملاحظة الزيادة على تلخيص المعقولات تقارن مواقف أرسطو والفارابي وابن سينا في حدود الجوهر والأعراض.
- مقالة في حد الشخص: تتعلق هذه المقالة بال (Αναλυτικα ύστερα)، فالسؤال: هل يمكن أن يحدد الشخص، والحدود إنما تكون للأمور الكلية. ولم يعن ابن رشد بهذا السؤال في مختصر البرهان ولا في تلخيصه. وهكذا تهيأ الطريق لشرح كتاب البرهان.
- مقالة في ثلاث أنواع المحدود بالنسبة إلى البرهان: هذه المقالة والتالية كلها في مسائل في مادة ال (Αναλυτικα ύστερα) لم تنج في العربية. وفي كلها نقد الفارابي، يدل على أنها تنتمي إلى أواخر فترة المراجعة قبل شرح كتاب البرهان.
- مقالة في الحد الأوسط
- مقالة في شروط مقدمات البرهان
- مقالة في الشروط اللازمة لضرورية المقدمات
- مقالة في كيفية انتقال من صناعة إلى صناعة أخرى
- مقالة في براهين الوجود
- مقالة في كيف الحد أكثر معروف من المحدود
- مقالة في الحدود التي تقال مختلفة بالوضع من البرهان
- مقالة في زمان النوبة
- مقالة في حفظ الصحة: هذه المقالة نصيحة بالنسبة إلى ال (Υγιεινων λόγοι/Τέχνη υγιεινή) لجالينوس، كيف تُحفظ الحياة، وهي مكتوبة تحت طلب شخص مجهول. ولا تضيف جديداً إلى ما وضعه في كتاب الكليات.
- مقالة في الصحة
- مقالة في الترياق: هذه المقالة كتبها ابن رشد تحت طلب شخصية مجهولة، في ال (Περι θηωιακης προς Παμφιλιαινον) لجالينوس، والترياق دواء محضر من أفيوم. ويُنذر المتولي علاج أبناء الخليفة باستعماله على الدوام.
- مقالة في البذور والزروع: وهذه المقالة في توليد الحيوانات ترجع إلى ال (Περι ζώων γενέσεως) لأرسطو. وبرغم أنها ليست مأرخة، ولكن تفترض وجود التلاخيص في العلم الطبيعي.
- مسائل في الطبيعة
- مقالة في جوهر الفلك : هذه المقالة في موضوع ال (Περι ουρανου) لأرسطو تفصح أيضاً بعض المسائل التي يحدث ابن رشد عنها في كتابي السابع والثامن من شرح السماع الطبيعي، وهي الزيادة الوحيدة لتلخيص الآثار العلوية.
- مقالة في مفارقة المبدأ الأول: وهذه القالة ضد أفكار ابن سينا في المبدأ الأول تظهر أنها التي يحيل إليها شرح البرهان وشرح كتاب السماع الطبيعي وتهافت التهافت. فيتحدث «عن ما تبرهن لنا في علم النفس» في عقل الفعال المفارق وعن فساد العقل حيولي. أما هذا التعليم بالمختصر في النفس وربما بتلخيص كتاب النفس، ولكن نُبذ في شرح كتاب النفس وفي الصياغة الأخيرة للتلخيص.
- مقالة في الخطابة: وهذه المقالة استدراك تلخيص الخطابة، نجت في اللاتينية. وهي مؤرخة، ولا تحيل إلى مصنفات أخرى، ولكن الأرجح أنها متأخرة عن التلخيص.
- مقالة في الشعر: وهذه المقالة القصيرة التي نجت في اللاتينية تمكن أن تتجمع مع المقالة في الخطابة.

## الفترة الفاصلة (التصحيح العقدي)
- مقالة في العلم الإلهي: وهذه المقالة اشتهرت كضميمة أو ذيل لفصل المقال. والحق أنها ليست كذلك لأنها الفت قبل الفصل، ويحيل إليها الفصل في مسألة علم الله بالجزئيات: «وقد أفردنا في هذه المسألة قولاً حركنا إليه بعض أصحابنا.»
- فصل المقال في ما بين الحكمة والشريعة من الاتصال: وهذا من أشهر مؤلفات ابن رشد وكان موضع درس كثير. «والغرض من هذا القول أن نحفص على جهة النظر الشرعي هل النظر في الفلسفة وعلوم المنطق مباح بالشرع أم محظور أم مأمور به، إما على جهة الندب وإما على جهة الوجوب.»
- الكشف عن مناهج الأدلة في عقائد الملة: يقول ابن رشد في شرح السماء والعالم: «وقد بيّنا أن قولهم (المتكلمين) مخالف لظاهر الشريعة فيما كتبناه في تصحيح عقائد شريعتنا وما داخلها من التغيير.» وهذه الإحالة تقصد هذا الكشف خاصة وتبين غرضه.
- شرح أرجوزة ابن سينا في الطب: وكتب ابن رشد هذا الشرح لشعر ابن سينا في الطب استجابة لأمر من أحد أسياد الموحدين.
- مقالة في أصناف المزاج ونقد مذهب جالينوس: في هذه المقالة في ال (Περι κράσεων) لجالينوس يأخذ ابن رشد موقفاً مختلفاً عن آراء جالينوس في الأمزجة، الآراء التي صادقها في الصياغة الأولى للكليات في الطب. وفي هذه المقالة يعتبر موقفه الجديد لأول مرة. ويكرر الموقف الجديد في الصياغة الثاني للكليات في الطب وفي تلخيص كتاب المزاج لجالينوس.
- مقالة في حيلة البرء: وهذه مقالة تعارض أراء جالينوس في ال (Θεραπευτικη μέθοδος). لا تذكر التأريخ ولا تحيل إلى مصنفات أخرى، ولكن صيغته تشابه صيغة المقالة السابقة، والراجح أنها مقدمة للتلاخيص المتأخرة في جالينوس.
- تهافت التهافت : وهذا الكتاب يأخذ مواقف المقالة في العلم الإلهي وفصل المقال والكشف عن مناهج الأدلة، واختلافه الوحيد أنه موجه إلى الفلاسفة، والأخرى توجه الجمهور. ولذلك هو أطول وأكثر تفصيلي. وإنه الجسر الأخير من مرحلة الجوامع والتلاخيص إلى مرحلة الشروح الكبرى. وأسلوبه، مثل أسلوب الشروح في عرض النص فقرة بعد فقرة مع تفسيرها الجزئي.
- مقالة في أن ما يعتقده المشاؤون وما يعتقده المتكلمون من أهل ملتنا في كيفية وجود العالم متقارب في المعنى: هذه المقالة المنتصرة آراء ابن رشد في خلود العالم لم تنج إلا بالعبرية. وتناسب الأعمال المذكورة آنفاً.
- مسألة في السماء والعالم: طُبعت بعد المقالة الأولى لتلخيص السماء والعالم، والمسألة هي كيف يمكن جرماً سماوياً أن يكون خالداً إن كان جسماً. ولا إحالة لها في مؤلفات ابن رشد الأخرى. فإذاً لعلها متأخرة.

## فترة الشروح الكبرى والمراجعات النهائية
- مقالة في جهة نتائج المقاييس المختلطة من الضروري والمطلق والممكن
- شرح البرهان: وهذا الشرح لل (Αναλυτικα πρότερα) غير مأرخ، ولكن الراجح أنه أول الشرح لابن رشد، لوضع هذا الكتاب الأول في منطق أرسطو، وثانياً لأنه توجد إحالة له في المسائل المنطقية وفي شرح السماع الطبيعي. ويجدر بذكر أن هذا الشرح لا تحيل إلى التلخيص السابق أو إلى المختصر. ولعل هذا الحذف منوي، بالمعنى أن الشرح هو تعليم ابن رشد النهائي.
- مقالة في لزوم جهات النتائج لجهات المقدمات: في هذه المقالة يحدث ابن رشد في هذه المسألة المرة الرابعة. فالمرة الأولى كانت في تلخيص القياس، الثانية هي المقالة سابقة الذكر #30، والثالثة هي المقالة المذكورة #67. وفيها لا يحيل إلى تلخيص القياس ولا إلى المقالتين المذكورتين.
- مقالة في محمولات البراهين: هذه المقالة آخرة مكتوبات ابن رشد في البرهان، وهو موضوع ال (Αναλυτικα ύστερα). وفيها يحيل إلى كتاب البرهان، ولا شك أنه الشرح، وإلى المسائل المنطقية، يعني المسائل البرهانية المذكورة، حيث بيّن أن المحمول في أكثر الأمر أعم من الموضوع.
- شرح السماع الطبيعي: هذا الشرح في ال (Φυσική ακρόασις) قد نجا بكامله في اللاتينية، وبالعربية توجد بعض المقتطعات.
- شرح السماء والعالم: الوضع الزمني لهذا الشرح في ال (Περι ουρανου) يأتي طبعياً بعد شرح السماع الطبيعي، ويحيل إليه عدة المرات. وفي هذا الشرح يعتبر ابن رشد الأمل أن يشرح ال (Μετα τα φυσικα). والشرح نجا بكامله في اللاتينية، وجزء كبير من الكتاب الثاني بالعربية.
- شرح كتاب النفس: هذا الشرح في ال (Περι ψυχης) يتبع السابق طبعياً. يحيل إلى شرح السماع الطبيعي، ويحيل إليه شرح ما بعد الطبيعة والصياغات المراجعة من مختصر كتاب النفس وتلخيص كتاب النفس. وقد نجا في اللاتينية والعبرية، وفي مقتطعات عربية. وقد صدر نص عربي مترجم من العبرية واللاتينية.
- تلخيص رسالة الاتصال لابن باجة: هذا التلخيص لأفكار ابن باجة في العقل صدرت كذيل للمختصر في النفس. والأرجح أن الأصل أٌلف في فترة مبكرة لحياة ابن رشد، مثل فترة مختصر كتاب النفس، عندما كان مسحوراً بتعليم سابقيه. وروجعت في ما بعد، والصياغة الأخيرة تحيل إلى شرح كتاب النفس، ولذلك تنتمي إلى فترة متأخرة.
- مقالة في سعادة النفس/ في اتصال العقل المفارق بالإنسان: هذه المقالة لم تنج إلا بالعبرية واللاتينية. ويحيل إلى وهذه لا يمكن إلا أن تكون شرح كتال النفس.
- رسالة الاتصال/ مقالة هل يتصل بالعقل الهيولاني العقل الفعال وهو ملتبس بالجسم: وهذا العمل في نفس الموضوع نجا في ترجمة عبرية.
- شرح مقالة لاسكندر الأفروديسي في العقل: والنسختان العربية والعبرية جديرتا الدرس عندما تصدران. وأما في وقت الحالي فتمكن أن تجمع مع المقالات السابقة
- شرح ما بعد الطبيعة: يعتقد العلوي أن هذا الشرح لل (Μετα τα φυσικα).

## فترة العودة إلى الطب

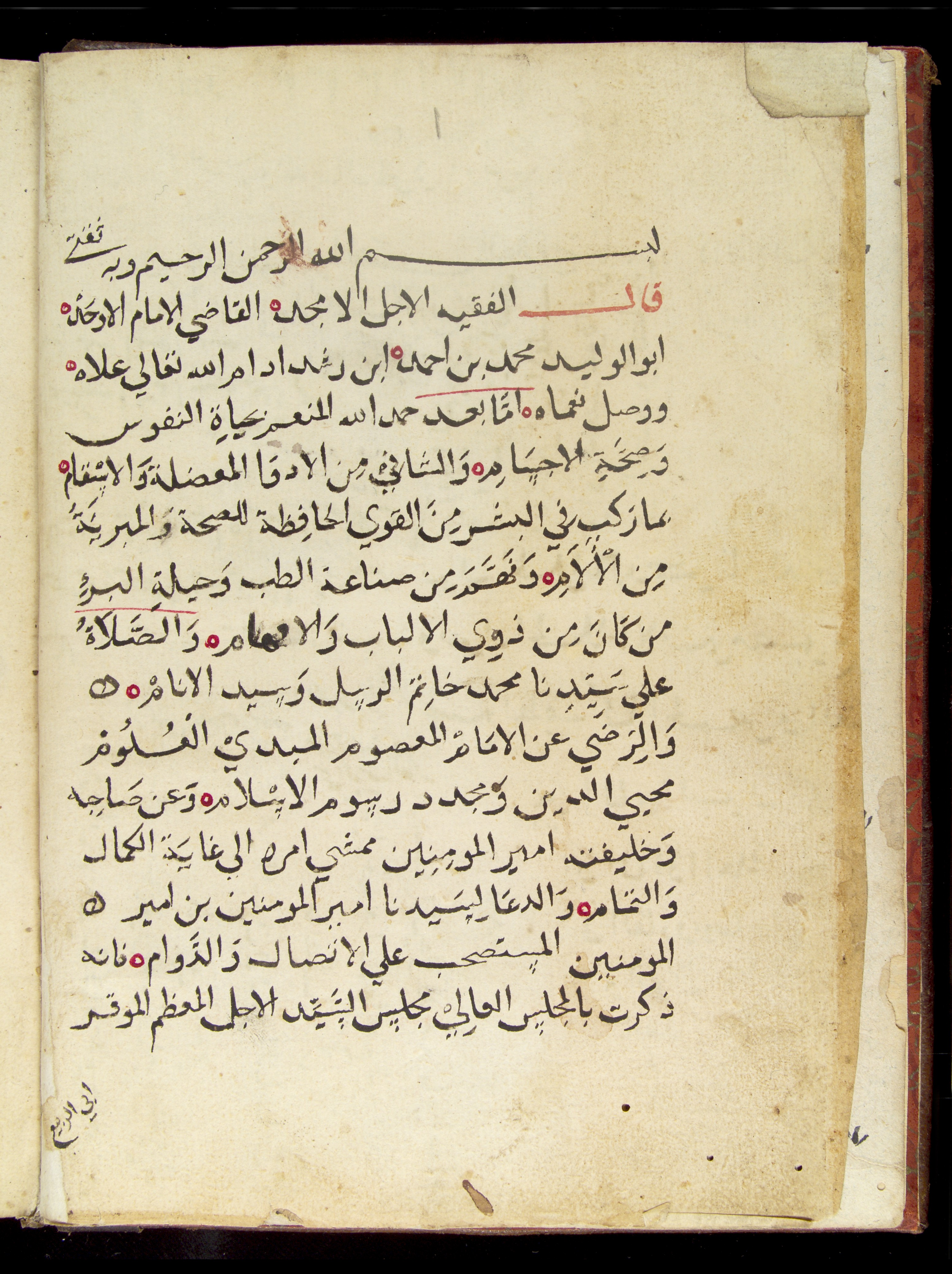

- تلخيص كتاب الأسطقسات: يقول ابن رشد أن هذا، في (Περι των καθ Ιπποκράτην στοιχείων)، الأول في السلسلة في أعمال جالينوس.
- تلخيص كتاب المزاج: إن هذا تلخيص في ال (Περι κράσεων) يكرر ما قال ابن رشد في المقالة في أصناف المزاج ونقد مذهب جالينوس، تصلح كتاب الكليات. وفي الخاتمة يقول:

- تلخيص كتاب القوى الطبيعية: هذا التلخيص اللامأرخ في (Περι φυσικων δυνάμεων) يحيل إلى تلخيص كتاب الأسطقست، ويحيل إليه المؤلف المتأخر، اختصار العلل والأعراض. وفيه ينقد جالينوس لأنه تجاوز عن مذهب أرسطو في الكيفيات الأربع (الحار والبارد والمبلول واليابس). ويقول في الخاتمة:

- اختصار العلل والأعراض: هذا التلخيص اللامأرخ في ال (Περι διαφορας νοσημάτων) يحيل إلى تلخيص كتاب المزاج وإلى تلخيص كتاب القوى الطبيعية، وفي ثلاث أماكن يعتبر الأمل أن يكتب تلخيص كتاب الحميات.
- تلخيص كتاب الحميات: هذا التلخيص المأرخ في ال (Περι διαφορας πυρετων) آخر التلاخيص المطبوعة لابن رشد في جالينوس
- تلخيص كتاب الأدوية المفردة: هذا التلخيص في ال (Περι κράσεως και δυνάμεως φαρμακων) لجالينوس ينتسب إلى هذه الفترة. أما النسخة الموجودة في مكتبة الفاتيكان المكتوبة بحروف عبرية لم يزل غير مطبوع وغير مدروسة.
- مقالة في حميات العفن/ في زمان النوبة: وهذا مؤلف أخر ينتسب إلى هذه الفترة.
- في أمر شفاء الأدواء: هذا المؤلف الذي نجا باللاتينية قد ينتسب إلى هذه الفترة.
- قوانين في الأدوية المسهلة: وهذه النسخة اللاتينية قد تنتسب إلى هذه الفترة.